# Smrtelné nehody ve Formuli 1
Toto je seznam smrtelných nehod souvisejících se seriálem Formule 1. Tento seznam obsahuje nehody, při kterých zahynul pilot vozu ať už při závodě, kvalifikaci, tréninku nebo testování. Jsou zde obsaženy pouze nehody, které si vyžádaly smrt pilota, tudíž jsou vynechány ty, při kterých zahynuli pouze diváci, nebo traťoví maršálové.
V souvislostí s Formulí 1 zahynulo pětačtyřicet pilotů, čtyřiadvacet z nich při závodních víkendech v rámci mistrovství světa, osm při závodě 500 mil v Indianapolis, devět při testování a čtyři při závodech, které nebyly součástí mistrovství světa.
V 50. letech zahynulo patnáct pilotů, v 60. letech dvanáct pilotů, v 70. letech deset pilotů, v 80. letech čtyři piloti a v 90. letech dva piloti. V 21. století zahynul jeden pilot.

## Seznam smrtelných nehod
| Pilot                   | Datum nehody      | Závod                                | Okruh                               | Vůz          | Během                 |
| ----------------------- | ----------------- | ------------------------------------ | ----------------------------------- | ------------ | --------------------- |
| Chet Miller             | 15. května 1953   | Indianapolis 500 1953                | Indianapolis Motor Speedway         | Kurtis Kraft | Trénink               |
| Carl Scarborough        | 30. května 1953   | Indianapolis 500 1953                | Indianapolis Motor Speedway         | Kurtis Kraft | Závod                 |
| Charles de Tornaco      | 18. září 1953     | Test                                 | Modena Autodrome                    | Ferrari      | Test                  |
| Onofre Marimón          | 31. července 1954 | Grand Prix Německa 1954              | Nürburgring                         | Maserati     | Trénink               |
| Manny Ayulo             | 16. května 1955   | Indianapolis 500 1955                | Indianapolis Motor Speedway         | Kuzma        | Trénink               |
| Bill Vukovich           | 30. května 1955   | Indianapolis 500 1955                | Indianapolis Motor Speedway         | Kurtis Kraft | Závod                 |
| Eugenio Castellotti     | 14. března 1957   | Test                                 | Modena Autodrome                    | Ferrari      | Test                  |
| Keith Andrews           | 15. května 1957   | Indianapolis 500 1957                | Indianapolis Motor Speedway         | Kurtis Kraft | Trénink               |
| Pat O'Connor            | 30. května 1958   | Indianapolis 500 1958                | Indianapolis Motor Speedway         | Kurtis Kraft | Závod                 |
| Luigi Musso             | 6. července, 1958 | Grand Prix Francie 1958              | Reims-Gueux                         | Ferrari      | Závod                 |
| Peter Collins           | 3. srpna 1958     | Grand Prix Německa 1958              | Nürburgring                         | Ferrari      | Závod                 |
| Stuart Lewis-Evans      | 19. září 1958     | Grand Prix Maroka 1958               | Ain-Diab Circuit                    | Vanwall      | Závod                 |
| Jerry Unser             | 17. května 1959   | Indianapolis 500 1959                | Indianapolis Motor Speedway         | Kurtis Kraft | Předzávodní test      |
| Bob Cortner             | 19. května 1959   | Indianapolis 500 1959                | Indianapolis Motor Speedway         | Cornis       | Předzávodní test      |
| Ivor Bueb               | 1. srpna 1959     | Test                                 | Charade Circuit                     | Cooper       | Test                  |
| Harry Schell            | 1. května 1960    | International Trophy                 | Silverstone                         | Cooper       | Kvalifikace           |
| Chris Bristow           | 19. června 1960   | Grand Prix Belgie 1960               | Circuit de Spa-Francorchamps        | Cooper       | Závod                 |
| Alan Stacey             | 19. června 1960   | Grand Prix Belgie 1960               | Circuit de Spa-Francorchamps        | Lotus        | Závod                 |
| Giulio Cabianca         | 17. února 1961    | Test                                 | Modena Autodrome                    | Cooper       | Test                  |
| Wolfgang von Trips      | 10. září 1961     | Grand Prix Itálie 1961               | Autodromo Nazionale Monza           | Ferrari      | Závod                 |
| Ricardo Rodríguez       | 1. listopadu 1962 | Grand Prix Mexika 1962               | Autódromo Hermanos Rodríguez        | Lotus        | Trénink               |
| Gary Hocking            | 21. prosince 1962 | Grand Prix Jižní Afriky 1962         | Westmead Circuit                    | Lotus        | Předzávodní testování |
| Carel Godin de Beaufort | 2. srpna 1964     | Grand Prix Německa 1964              | Nürburgring                         | Porsche      | Trénink               |
| John Taylor             | 7. srpna 1966     | Grand Prix Německa 1966              | Nürburgring                         | Brabham      | Závod                 |
| Lorenzo Bandini         | 7. května 1967    | Grand Prix Monaka 1967               | Circuit de Monaco                   | Ferrari      | Závod                 |
| Bob Anderson            | 14. srpna 1967    | Test                                 | Silverstone                         | Brabham      | Test                  |
| Jo Schlesser            | 7. července 1968  | Grand Prix Francie 1968              | Rouen-Les-Essarts                   | Honda        | Závod                 |
| Gerhard Mitter          | 2. srpna 1969     | Grand Prix Německa 1969              | Nürburgring                         | BMW          | Trénink               |
| Piers Courage           | 7. června 1970    | Grand Prix Nizozemska 1970           | Circuit Zandvoort                   | De Tomaso    | Závod                 |
| Jochen Rindt            | 5. září 1970      | Grand Prix Itálie 1970               | Autodromo Nazionale Monza           | Lotus        | Kvalifikace           |
| Jo Siffert              | 24. října 1971    | 1971 Brands Hatch Victory Race       | Brands Hatch                        | BRM          | Závod                 |
| Roger Williamson        | 29. července 1973 | Grand Prix Nizozemska 1973           | Circuit Zandvoort                   | March        | Závod                 |
| François Cevert         | 7. října 1973     | Grand Prix Spojených států 1973      | Watkins Glen Grand Prix Race Course | Tyrrell      | Kvalifikace           |
| Peter Revson            | 30. března 1974   | Grand Prix Jižní Afriky 1974         | Kyalami                             | Shadow       | Předzávodní test      |
| Helmut Koinigg          | 6. října 1974     | Grand Prix Spojených států 1974      | Watkins Glen Grand Prix Race Course | Surtees      | Závod                 |
| Mark Donohue            | 19. srpna 1975    | Grand Prix Rakouska 1975             | Österreichring                      | Penske       | Trénink               |
| Tom Pryce               | 5. března 1977    | 1977 South African Grand Prix        | Kyalami                             | Shadow       | Závod                 |
| Brian McGuire           | 29. srpna 1977    | 1977 Shellsport Champioship Round 11 | Brands Hatch                        | Williams     | Trénink               |
| Ronnie Peterson         | 11. září 1978     | Grand Prix Itálie 1978               | Autodromo Nazionale Monza           | Lotus        | Závod                 |
| Patrick Depailler       | 1. srpna 1980     | Test                                 | Hockenheimring                      | Alfa Romeo   | Test                  |
| Gilles Villeneuve       | 8. května 1982    | Grand Prix Belgie 1982               | Zolder                              | Ferrari      | Kvalifikace           |
| Riccardo Paletti        | 13. června 1982   | Grand Prix Kanady 1982               | Circuit Gilles Villeneuve           | Osella       | Závod                 |
| Elio de Angelis         | 15. května 1986   | Test                                 | Circuit Paul Ricard                 | Brabham      | Test                  |
| Roland Ratzenberger     | 30. dubna 1994    | Grand Prix San Marina 1994           | Autodromo Enzo e Dino Ferrari       | Simtek       | Kvalifikace           |
| Ayrton Senna            | 1. května 1994    | Grand Prix San Marina 1994           | Autodromo Enzo e Dino Ferrari       | Williams     | Závod                 |
| Jules Bianchi           | 5. října 2014     | Grand Prix Japonska 2014             | Suzuka Circuit                      | Marussia     | Závod                 |

## Podle okruhu
| Pořadí | Okruh                         | Smrtelných nehod | Smrtelných nehod | Smrtelných nehod |
| Pořadí | Okruh                         | Celkem           | První            | Poslední         |
| ------ | ----------------------------- | ---------------- | ---------------- | ---------------- |
| 1      | Indianapolis Motor Speedway   | 8                | 1953             | 1959             |
| 2      | Nürburgring                   | 5                | 1954             | 1969             |
| 3      | Modena Autodrome              | 3                | 1953             | 1961             |
| 3      | Autodromo Nazionale Monza     | 3                | 1961             | 1978             |
| 5      | Circuit de Spa-Francorchamps  | 2                | 1960             | 1960             |
| 5      | Silverstone                   | 2                | 1960             | 1967             |
| 5      | Circuit Zandvoort             | 2                | 1970             | 1973             |
| 5      | Watkins Glen International    | 2                | 1973             | 1974             |
| 5      | Brands Hatch                  | 2                | 1971             | 1977             |
| 5      | Kyalami                       | 2                | 1974             | 1977             |
| 5      | Autodromo Enzo e Dino Ferrari | 2                | 1994             | 1994             |
| 12     | Reims-Gueux                   | 1                | 1958             | 1958             |
| 12     | Ain-Diab Circuit              | 1                | 1958             | 1958             |
| 12     | Charade Circuit               | 1                | 1959             | 1959             |
| 12     | Westmead Circuit              | 1                | 1962             | 1962             |
| 12     | Autódromo Hermanos Rodríguez  | 1                | 1962             | 1962             |
| 12     | Circuit de Monaco             | 1                | 1967             | 1967             |
| 12     | Rouen-Les-Essarts             | 1                | 1968             | 1968             |
| 12     | Österreichring                | 1                | 1975             | 1975             |
| 12     | Hockenheimring                | 1                | 1980             | 1980             |
| 12     | Zolder                        | 1                | 1982             | 1982             |
| 12     | Circuit Gilles Villeneuve     | 1                | 1982             | 1982             |
| 12     | Circuit Paul Ricard           | 1                | 1986             | 1986             |
| 12     | Suzuka Circuit                | 1                | 2014             | 2014             |